# Tachibana Yasukuni

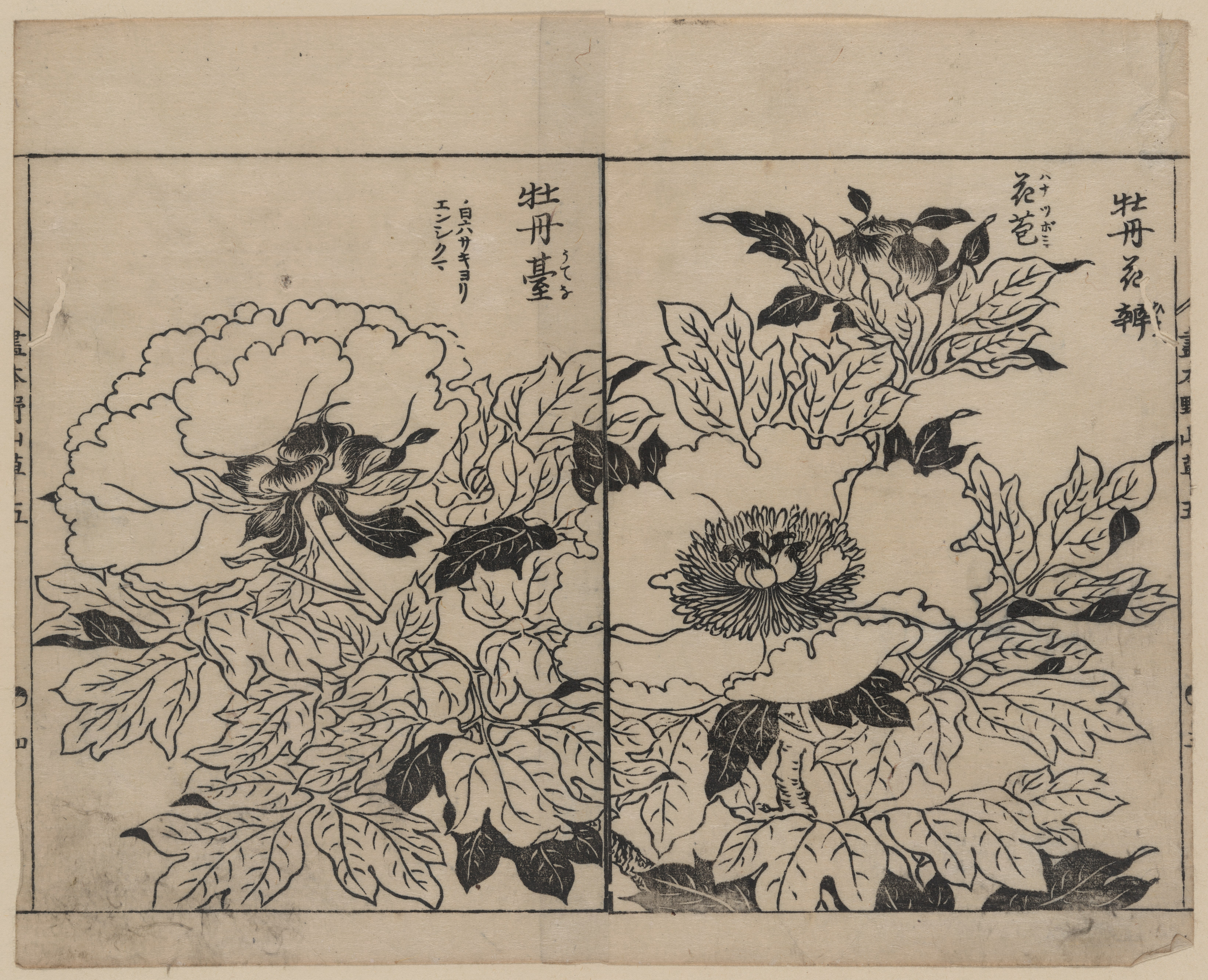
Fiori di peonia, 1755.

Tachibana Yasukuni (橘保国?; 1715 – 1792) è stato un pittore e incisore giapponese, fu un rappresentante dell'area artistica del Kamigata.

## Biografia
Nato nel 1715, era figlio di Tachibana Morikuni, di cui fu allievo e pupillo e, come il padre, seguace della scuola Kanō. Fu attivo a Osaka per buona parte del XVIII secolo. Si dedicò sia alla pittura che all'incisione ed all'illustrazione di libri. Fu insignito nel 1755 del titolo di hokkyō e nel 1770 di quello di hōgen, rispettivamente il terzo e secondo grado più alti assegnati agli artisti buddisti.